# Torneo Apertura 2022 Tercera División (Guatemala)
El Torneo Apertura 2022 fue el torneo que dio inicio a la temporada 2022-23 de la Tercera División de Guatemala, cuarta categoría del sistema guatemalteco de fútbol.  
El Mazateco AF se coronó campeón tras derrotar 5-4 a Nueva Santa Rosa en la final, logrando su primer título de la competición. El Mazateco, Nueva Santa Rosa, Real Siquinalá y Villa Nueva; semifinalistas del torneo, clasificaron a las series de ascenso 2023. 
Panajachelense fue el mejor equipo en ataque y defensa, con 2 goles encajados y 60 goles anotados, para un diferencial de +58. De este equipo también destacó la victoria 21-0 a San Pablo, quien se presentó con 9 jugadores por problemas financieros. A pesar de lo anterior, el equipo fue derrotado en octavos de final por Juventud Comiteca. 

## Sistema de competición
El torneo se divide en dos fases, disputadas dos veces durante la temporada durante cada torneo (apertura y clausura):
Fase de clasificación: Partidos jugados durante equipos en cada uno de los 14 grupos participantes.
Fase final: Rondas a eliminación directa que definen a los campeones de cada torneo y a los clasificados a las series de ascenso.

### Fase de clasificación
Los 103 equipos participantes jugarán una ronda clasificatoria de todos contra todos en visita recíproca. La cantidad de puntos variará en cada uno de los 14 grupos (de 10 hasta 14 partidos en un máximo de 14 fechas). Se utiliza un sistema de puntos, que se presenta así:
- Por victoria, se obtendrán 3 puntos.
- Por empate, se obtendrá 1 punto.
- Por derrota no se obtendrán puntos.

Al finalizar las jornadas, la tabla se ordenará con base en los clubes que hayan obtenido la mayoría de puntos, en caso de empates, se toman los siguientes criterios:
1. Puntos
2. Puntos obtenidos entre los equipos empatados
3. Diferencial de goles
4. Goles anotados
5. Goles anotados en condición visitante.

### Fase final
Al término de la fase de clasificación, los equipos se acomodan en una tabla porcentual de acuerdo a la cantidad de puntos que acumularon con respecto a la cantidad de puntos que estos podían acumular (esto debido a que no todos los grupos poseen la misma cantidad de equipos). Finalmente, clasifican a dieciseisavos de final:
- Los 16 mejores equipos de la zona norte con mejor porcentaje de puntos acumulados.
- Los 16 mejores equipos de la zona sur con mejor porcentaje de puntos acumulados.

## Equipos participantes

### Ascensos y descensos
| Pos. | Descendidos de la Segunda División 2021-22 |
| ---- | ------------------------------------------ |
| 37.° | Buenos Aires                               |
| 38.° | América Salcajá                            |
| 39.° | Champerico                                 |
| 40.° | Tiquisate                                  |

| Pos.  | Ascendidos a la Segunda División 2022-23 |
| ----- | ---------------------------------------- |
| 1.º   | AFF CENMA Santiago                       |
| 2.º   | Jutiapa                                  |
| Prom. | Rayados GT                               |
| Prom. | Palencia                                 |

### Equipos participantes
| Grupo 1               | Grupo 1              | Grupo 2                    | Grupo 2                  | Grupo 3               | Grupo 3                     |
| Equipo                | Ciudad               | Equipo                     | Ciudad                   | Equipo                | Ciudad                      |
| --------------------- | -------------------- | -------------------------- | ------------------------ | --------------------- | --------------------------- |
| Jacalteco FC          | Jacaltenango         | Comitán FC                 | Comitancillo             | Cafetaleros FC        | El Tumbador                 |
| Juventud Comiteca     | Comitancillo         | Esperanza FC               | La Esperanza             | CD Champerico         | Champerico                  |
| Juventud Huehueteca   | Huehuetenango        | Panajachelense FC          | Panajachel, Sololá       | CD Esquipulense       | Esquipulas Palo Gordo       |
| CD Ojeteco            | San José Ojetenam    | Rodas Sport Fútbol         | Quetzaltenango           | LAV San Rafael        | San Rafael Pie de la Cuesta |
| San Miguel FC         | San Miguel Acatán    | San Pablo FC               | San Pablo                | FC Ocós               | Ocós                        |
| Tacaná FC             | Tacaná               | San Martín Chile Verde     | San Martín CV            | San Lorenzo FC        | San Lorenzo                 |
| CD Tejutla            | Tejutla              |                            |                          | CD San Pablo SM       | San Pablo                   |
| Uspantán              | Uspantán             |                            |                          |                       |                             |
| Grupo 4               | Grupo 4              | Grupo 5                    | Grupo 5                  | Grupo 6               | Grupo 6                     |
| Equipo                | Ciudad               | Equipo                     | Ciudad                   | Equipo                | Ciudad                      |
| Batanecos FC          | San Sebastián        | FC Democratense            | La Democracia            | Batallón Canales      | Villa Canales               |
| FCA Cuyotenango       | Cuyotenango          | Juventud Tiquisatense      | Tiquisate                | Cerinal FC            | Barberena                   |
| CF El Mazateco AF     | Mazatenango          | CSD La Gomera              | La Gomera                | Futeca                | Ciudad de Guatemala         |
| Juventud Mingueña     | Santo Domingo        | Deportivo Palín            | Palín                    | Pueblo Nuevo Viñas    | Pueblo Nuevo Viñas          |
| Juventud Sancarlense  | Nuevo San Carlos     | PROESFUT                   | Escuintla                | Santa Catarina Pinula | Santa Catarina Pinula       |
| Deportivo Patulul     | Patulul              | Real Siquinalá             | Siquinalá                | Santa Rosa de Lima    | Ciudad de Guatemala         |
| San Juan Bautista FC  | San Juan Bautista    | CSD San Vicente Pacaya     | San Vicente Pacaya       | UDA Unpro             | Ciudad de Guatemala         |
| CF Santa Teresa       | Nueva Concepción     | Sipacate Comercio FC       | Sipacate                 |                       |                             |
| Grupo 7               | Grupo 7              | Grupo 8                    | Grupo 8                  | Grupo 9               | Grupo 9                     |
| Equipo                | Ciudad               | Equipo                     | Ciudad                   | Equipo                | Ciudad                      |
| AFF Guatemala         | Ciudad de Guatemala  | CF Atilius                 | Ciudad de Guatemala      | Achik'                | Ciudad de Guatemala         |
| AS Club               | San Miguel Petapa    | CSD Dueñas                 | San Miguel Dueñas        | ADC Emefut            | Ciudad de Guatemala         |
| FC Boca del Monte     | Villa Canales        | CSD Milpas Altas           | Santa Lucía Milpas Altas | Agua Caliente FC      | Ciudad de Guatemala         |
| Global Soccer Academy | Ciudad de Guatemala  | CSD Mixco B                | Mixco                    | Atlético Ariga        | Ciudad de Guatemala         |
| La Academia FC        | Ciudad de Guatemala  | CSD San Lucas Sacatepéquez | San Lucas Sacatepéquez   | Juventud Canadiense   | Ciudad de Guatemala         |
| CSD Municipal B       | Ciudad de Guatemala  | San Raymundo FC            | San Raymundo             | Palencia FC           | Palencia                    |
| Petapeños FC          | San Miguel Petapa    | CSD Sanjuaneros            | San Juan Sacatepéquez    | San José FC V         | Villa Nueva                 |
| CD Villa Nueva        | Villa Nueva          | Universidad SC             | Ciudad de Guatemala      | Santa Luisa FC        | Chinautla                   |
| Grupo 10              | Grupo 10             | Grupo 11                   | Grupo 11                 | Grupo 12              | Grupo 12                    |
| Equipo                | Ciudad               | Equipo                     | Ciudad                   | Equipo                | Ciudad                      |
| Atlético Mictlán B    | Asunción Mita        | Juvenil Estanzuela         | Estanzuela               | Cahabón FC            | Santa María Cahabón         |
| IB Catarinecos SC     | Santa Catarina Mita  | Juventud Cachacera         | Jalpatagua               | CSD Chamelco          | San Juan Chamelco           |
| Ixhuatán FC           | Santa María Ixhuatán | Juventud Teculuteca        | Teculután                | FC Panzós             | Panzós                      |
| CSD Jalapa EF         | Jalapa               | La Unión FC                | La Unión                 | CSD Playitas          | Chisec                      |
| Jalpatagua FC         | Jalpatagua           | Rio Hondo EMFUT            | Rïo Hondo                | CF Salamá             | Salamá                      |
| Monjas AJF            | Monjas               | San Jacinto FC             | San Jacinto              |                       |                             |
| Nueva Santa Rosa CDF  | Nueva Santa Rosa     | CD San Rafael              | Estanzuela               |                       |                             |
| Remicheros FC         | Jalapa               | Usumatlán FC               | Usumatlán                |                       |                             |
| Grupo 13              | Grupo 13             | Grupo 14                   | Grupo 14                 |                       |                             |
| Equipo                | Ciudad               | Equipo                     | Ciudad                   |                       |                             |
| Buenos Aires FC       | Livingston           | AFI Don Bosco              | San Benito               |                       |                             |
| CSD Dartmouth         | Morales              | CSD El Naranjo             | Flores                   |                       |                             |
| El Milagro FC         | Livingston           | Halcones La Libertad       | La Libertad              |                       |                             |
| FC Heredia            | Morales              | Las Cruces FC              | Las Cruces               |                       |                             |
| Juventud Chahalense   | Chahal               | Pumas FC                   | Flores                   |                       |                             |
| La Buga FC            | Livingston           | Tigrillos FC Poptún        | Poptún                   |                       |                             |
| CD Quiriguá           | Los Amates           |                            |                          |                       |                             |
| Unión Izabalense      | Puerto Barrios       |                            |                          |                       |                             |

## Fase de clasificación

### Grupo 1
| Pos. | Equipos             | PJ | PG | PE | PP | GF | GC | Dif. | PTS |
| ---- | ------------------- | -- | -- | -- | -- | -- | -- | ---- | --- |
| 1.   | Jacalteco           | 14 | 10 | 3  | 1  | 42 | 11 | +31  | 33  |
| 2.   | Ojeteco             | 14 | 8  | 4  | 2  | 42 | 18 | +24  | 28  |
| 3.   | Juventud Comiteca   | 14 | 9  | 1  | 4  | 40 | 17 | +23  | 28  |
| 4.   | Juventud Huehueteca | 14 | 6  | 4  | 4  | 25 | 25 | 0    | 22  |
| 5.   | Uspantán            | 14 | 6  | 2  | 6  | 29 | 27 | +2   | 20  |
| 6.   | San Miguel FC       | 14 | 5  | 3  | 6  | 15 | 25 | -10  | 18  |
| 7.   | Tacaná FC           | 14 | 2  | 1  | 11 | 11 | 37 | -26  | 7   |
| 8.   | CD Tejutla          | 14 | 1  | 0  | 13 | 11 | 55 | -44  | 3   |

### Grupo 2
| Pos. | Equipos            | PJ | PG | PE | PP | GF | GC | Dif. | PTS |
| ---- | ------------------ | -- | -- | -- | -- | -- | -- | ---- | --- |
| 1.   | Panajachelense     | 10 | 8  | 2  | 0  | 60 | 2  | +58  | 26  |
| 2.   | Comitán            | 10 | 6  | 3  | 1  | 27 | 10 | +17  | 21  |
| 3.   | Esperanza          | 10 | 4  | 3  | 3  | 16 | 17 | -1   | 15  |
| 4.   | Rodas Sport Fútbol | 10 | 3  | 4  | 3  | 14 | 13 | +1   | 13  |
| 5.   | San Pablo          | 10 | 2  | 0  | 8  | 8  | 63 | -55  | 5   |
| 6.   | San Martín CV      | 10 | 1  | 0  | 9  | 5  | 25 | -20  | 3   |

### Grupo 3
| Pos. | Equipos                 | PJ | PG | PE | PP | GF | GC | Dif. | PTS |
| ---- | ----------------------- | -- | -- | -- | -- | -- | -- | ---- | --- |
| 1.   | Ocós                    | 12 | 8  | 1  | 3  | 26 | 14 | +12  | 25  |
| 2.   | Cafetaleros El Tumbador | 12 | 7  | 3  | 2  | 16 | 10 | +6   | 24  |
| 3.   | San Lorenzo FC          | 12 | 7  | 1  | 4  | 27 | 11 | +16  | 22  |
| 4.   | LAV San Rafael          | 12 | 5  | 3  | 4  | 17 | 19 | -2   | 18  |
| 5.   | San Pablo SM            | 12 | 4  | 2  | 6  | 14 | 20 | -6   | 14  |
| 6.   | Champerico              | 12 | 3  | 1  | 8  | 12 | 25 | -13  | 10  |
| 7.   | Esquipulense            | 12 | 2  | 1  | 9  | 5  | 18 | -13  | 7   |

### Grupo 4
| Pos. | Equipos              | PJ | PG | PE | PP | GF | GC | Dif. | PTS |
| ---- | -------------------- | -- | -- | -- | -- | -- | -- | ---- | --- |
| 1.   | El Mazateco AF       | 14 | 11 | 2  | 1  | 36 | 11 | +25  | 35  |
| 2.   | San Juan Bautista    | 14 | 9  | 3  | 2  | 42 | 15 | +27  | 30  |
| 3.   | Juventud Sancarlense | 14 | 8  | 2  | 4  | 22 | 22 | 0    | 26  |
| 4.   | FCA Cuyotenango      | 14 | 6  | 2  | 6  | 20 | 23 | -3   | 20  |
| 5.   | Batanecos            | 14 | 4  | 3  | 7  | 20 | 26 | -6   | 15  |
| 6.   | Juventud Mingueña    | 14 | 4  | 2  | 8  | 14 | 19 | -5   | 14  |
| 7.   | Santa Teresa         | 14 | 4  | 2  | 8  | 15 | 29 | -14  | 14  |
| 8.   | Patulul              | 14 | 1  | 2  | 11 | 12 | 36 | -24  | 5   |

### Grupo 5
| Pos. | Equipos               | PJ | PG | PE | PP | GF | GC | Dif. | PTS |
| ---- | --------------------- | -- | -- | -- | -- | -- | -- | ---- | --- |
| 1.   | Real Siquinalá        | 14 | 9  | 3  | 2  | 42 | 19 | +23  | 30  |
| 2.   | Juventud Tiquisatense | 14 | 9  | 3  | 2  | 30 | 14 | +16  | 30  |
| 3.   | CSD La Gomera         | 14 | 7  | 5  | 2  | 37 | 22 | +15  | 26  |
| 4.   | Sipacate Comercio     | 14 | 5  | 3  | 6  | 29 | 21 | +8   | 18  |
| 5.   | Democratense          | 14 | 5  | 2  | 7  | 29 | 29 | 0    | 17  |
| 6.   | San Vicente Pacaya    | 14 | 5  | 2  | 7  | 16 | 40 | -24  | 17  |
| 7.   | Deportivo Palín       | 14 | 3  | 3  | 8  | 15 | 26 | -11  | 12  |
| 8.   | PROESFUT              | 14 | 1  | 3  | 10 | 8  | 35 | -27  | 6   |

### Grupo 6
| Pos. | Equipos               | PJ | PG | PE | PP | GF | GC | Dif. | PTS |
| ---- | --------------------- | -- | -- | -- | -- | -- | -- | ---- | --- |
| 1.   | Cerinal               | 12 | 9  | 0  | 3  | 22 | 16 | +6   | 27  |
| 2.   | Santa Rosa de Lima    | 12 | 8  | 1  | 3  | 55 | 13 | +42  | 25  |
| 3.   | Batallón Canales      | 12 | 7  | 3  | 2  | 34 | 15 | +19  | 24  |
| 4.   | Pueblo Nuevo Viñas    | 12 | 7  | 2  | 3  | 31 | 20 | +11  | 23  |
| 5.   | Futeca                | 12 | 4  | 2  | 6  | 19 | 27 | -8   | 14  |
| 6.   | Santa Catarina Pinula | 12 | 1  | 2  | 9  | 5  | 36 | -31  | 5   |
| 7.   | UDA Unipro            | 12 | 1  | 0  | 11 | 10 | 49 | -39  | 3   |

### Grupo 7
| Pos. | Equipos               | PJ | PG | PE | PP | GF | GC | Dif. | PTS |
| ---- | --------------------- | -- | -- | -- | -- | -- | -- | ---- | --- |
| 1.   | Villa Nueva           | 14 | 9  | 3  | 2  | 38 | 16 | +22  | 30  |
| 2.   | Boca del Monte        | 14 | 9  | 3  | 2  | 25 | 15 | +10  | 30  |
| 3.   | Municipal B           | 14 | 8  | 3  | 3  | 31 | 15 | +16  | 27  |
| 4.   | AFF Guatemala         | 14 | 8  | 3  | 3  | 28 | 17 | +11  | 27  |
| 5.   | La Academia           | 14 | 6  | 1  | 7  | 31 | 24 | +7   | 19  |
| 6.   | Global Soccer Academy | 14 | 5  | 1  | 8  | 18 | 24 | -6   | 16  |
| 7.   | Petapeños             | 14 | 3  | 1  | 10 | 13 | 33 | -20  | 10  |
| 8.   | AS Club               | 14 | 0  | 1  | 13 | 8  | 48 | -40  | 1   |

### Grupo 8
| Pos. | Equipos                | PJ | PG | PE | PP | GF | GC | Dif. | PTS |
| ---- | ---------------------- | -- | -- | -- | -- | -- | -- | ---- | --- |
| 1.   | San Raymundo           | 14 | 9  | 3  | 2  | 31 | 11 | +20  | 30  |
| 2.   | San Lucas Sacatepéquez | 14 | 8  | 5  | 1  | 19 | 10 | +9   | 29  |
| 3.   | Mixco B                | 14 | 7  | 3  | 4  | 31 | 25 | +6   | 24  |
| 4.   | Milpas Altas           | 14 | 5  | 5  | 4  | 23 | 18 | +5   | 20  |
| 5.   | Atilius                | 14 | 5  | 2  | 7  | 16 | 22 | -6   | 17  |
| 6.   | Universidad SC         | 14 | 4  | 4  | 6  | 23 | 27 | -4   | 16  |
| 7.   | Dueñas                 | 14 | 5  | 0  | 9  | 20 | 28 | -8   | 15  |
| 8.   | Sanjuaneros            | 14 | 1  | 2  | 11 | 17 | 39 | -22  | 5   |

### Grupo 9
| Pos. | Equipos             | PJ | PG | PE | PP | GF | GC | Dif. | PTS |
| ---- | ------------------- | -- | -- | -- | -- | -- | -- | ---- | --- |
| 1.   | Atlético Ariga      | 14 | 10 | 3  | 1  | 38 | 10 | +28  | 33  |
| 2.   | San José FC V       | 14 | 10 | 0  | 4  | 40 | 19 | +21  | 30  |
| 3.   | ADC Emefut          | 14 | 8  | 1  | 5  | 35 | 23 | +12  | 25  |
| 4.   | Juventud Canadiense | 14 | 7  | 4  | 3  | 29 | 19 | +10  | 25  |
| 5.   | Palencia B          | 14 | 5  | 3  | 6  | 24 | 34 | -10  | 18  |
| 6.   | Agua Caliente       | 14 | 5  | 2  | 7  | 19 | 30 | -11  | 17  |
| 7.   | Santa Luisa         | 14 | 2  | 3  | 9  | 12 | 32 | -20  | 9   |
| 8.   | Achik'              | 14 | 0  | 2  | 12 | 7  | 37 | -30  | 2   |

### Grupo 10
| Pos. | Equipos            | PJ | PG | PE | PP | GF | GC | Dif. | PTS |
| ---- | ------------------ | -- | -- | -- | -- | -- | -- | ---- | --- |
| 1.   | Nueva Santa Rosa   | 14 | 11 | 3  | 0  | 39 | 10 | +29  | 36  |
| 2.   | Jalpatagua         | 14 | 9  | 4  | 1  | 44 | 12 | +32  | 31  |
| 3.   | Ixhuatán           | 14 | 8  | 2  | 4  | 35 | 17 | +18  | 26  |
| 4.   | Atlético Mictlán B | 14 | 5  | 3  | 6  | 14 | 23 | -9   | 18  |
| 5.   | Monjas AJF         | 14 | 5  | 2  | 7  | 21 | 24 | -3   | 17  |
| 6.   | Remicheros         | 14 | 5  | 2  | 7  | 17 | 25 | -8   | 17  |
| 7.   | Catarinecos        | 14 | 4  | 0  | 10 | 17 | 34 | -17  | 12  |
| 8.   | Jalapa EF          | 14 | 1  | 0  | 13 | 10 | 52 | -42  | 3   |

### Grupo 11
| Pos. | Equipos             | PJ | PG | PE | PP | GF | GC | Dif. | PTS |
| ---- | ------------------- | -- | -- | -- | -- | -- | -- | ---- | --- |
| 1.   | La Unión            | 14 | 9  | 4  | 1  | 27 | 6  | +21  | 31  |
| 2.   | San Rafael          | 14 | 9  | 1  | 4  | 22 | 15 | +7   | 28  |
| 3.   | Juventud Teculuteca | 14 | 6  | 5  | 3  | 27 | 12 | +15  | 23  |
| 4.   | Juvenil Estanzuela  | 14 | 6  | 5  | 3  | 20 | 9  | +11  | 23  |
| 5.   | Rïo Hondo EMFUT     | 14 | 5  | 5  | 4  | 25 | 14 | +11  | 20  |
| 6.   | Usumatlán           | 14 | 3  | 3  | 8  | 11 | 28 | -17  | 12  |
| 7.   | Juventud Cachacera  | 14 | 2  | 3  | 9  | 15 | 31 | -16  | 9   |
| 8.   | San Jacinto         | 14 | 3  | 0  | 11 | 10 | 42 | -32  | 9   |

### Grupo 12
| Pos. | Equipos         | PJ | PG | PE | PP | GF | GC | Dif. | PTS |
| ---- | --------------- | -- | -- | -- | -- | -- | -- | ---- | --- |
| 1.   | Cahabón         | 8  | 5  | 1  | 2  | 27 | 9  | +18  | 16  |
| 2.   | Panzós          | 8  | 4  | 3  | 1  | 20 | 16 | +4   | 15  |
| 3.   | Playitas Chisec | 8  | 3  | 2  | 3  | 14 | 18 | -4   | 11  |
| 4.   | Salamá          | 8  | 1  | 5  | 2  | 11 | 12 | -1   | 8   |
| 5.   | Chamelco        | 8  | 1  | 1  | 6  | 8  | 25 | -17  | 4   |

### Grupo 13
| Pos. | Equipos             | PJ | PG | PE | PP | GF | GC | Dif. | PTS |
| ---- | ------------------- | -- | -- | -- | -- | -- | -- | ---- | --- |
| 1.   | Buenos Aires        | 14 | 10 | 3  | 1  | 40 | 14 | +26  | 33  |
| 2.   | Unión Izabalense    | 14 | 9  | 3  | 2  | 37 | 16 | +21  | 30  |
| 3.   | Quiriguá            | 14 | 8  | 3  | 3  | 32 | 23 | +9   | 27  |
| 4.   | La Buga             | 14 | 8  | 3  | 3  | 26 | 17 | +9   | 27  |
| 5.   | Heredia B           | 14 | 4  | 4  | 6  | 25 | 28 | -3   | 16  |
| 6.   | El Milagro          | 14 | 4  | 1  | 9  | 20 | 23 | -3   | 13  |
| 7.   | Juventud Chahalense | 14 | 2  | 2  | 10 | 23 | 45 | -22  | 8   |
| 8.   | Dartmouth           | 14 | 1  | 1  | 12 | 10 | 47 | -37  | 4   |

### Grupo 14
| Pos. | Equipos              | PJ | PG | PE | PP | GF | GC | Dif. | PTS |
| ---- | -------------------- | -- | -- | -- | -- | -- | -- | ---- | --- |
| 1.   | Tigrillos Poptún     | 10 | 9  | 0  | 1  | 50 | 7  | +43  | 27  |
| 2.   | Halcones La Libertad | 10 | 7  | 2  | 1  | 39 | 11 | +28  | 23  |
| 3.   | El Naranjo           | 10 | 3  | 4  | 3  | 19 | 23 | -4   | 13  |
| 4.   | AFI Don Bosco        | 10 | 3  | 3  | 4  | 13 | 29 | -16  | 12  |
| 5.   | Las Cruces           | 10 | 1  | 3  | 6  | 15 | 40 | -25  | 6   |
| 6.   | Pumas                | 10 | 0  | 2  | 8  | 12 | 38 | -26  | 2   |

## Tabla general
Los equipos se dividen en dos regiones. Los 16 equipos con mejor porcentaje de efectividad en cada región clasificaron a la fase final

### Región 1 - Occidente
| Pos. | Equipos                 | PJ | PG | PE | PP | GF | GC | Dif. | PTS | %     |
| ---- | ----------------------- | -- | -- | -- | -- | -- | -- | ---- | --- | ----- |
| 1º   | Panajachelense          | 10 | 8  | 2  | 0  | 60 | 2  | +58  | 26  | 86.67 |
| 2°   | El Mazateco AF          | 14 | 11 | 2  | 1  | 36 | 11 | +25  | 35  | 83.33 |
| 3°   | Jacalteco               | 14 | 10 | 3  | 1  | 42 | 11 | +31  | 33  | 78.57 |
| 4°   | Cerinal                 | 12 | 9  | 0  | 3  | 22 | 16 | +6   | 27  | 75.00 |
| 5°   | San Juan Bautista       | 14 | 9  | 3  | 2  | 42 | 15 | +27  | 30  | 71.43 |
| 6°   | Real Siquinalá          | 14 | 9  | 3  | 2  | 42 | 19 | +23  | 30  | 71.43 |
| 7°   | Villa Nueva             | 14 | 9  | 3  | 2  | 38 | 16 | +22  | 30  | 71.43 |
| 8°   | Juventud Tiquisatense   | 14 | 9  | 3  | 2  | 30 | 14 | +16  | 30  | 71.43 |
| 9°   | Boca del Monte          | 14 | 9  | 3  | 2  | 25 | 15 | +10  | 30  | 71.43 |
| 10°  | Comitán                 | 10 | 6  | 3  | 1  | 27 | 10 | +17  | 21  | 70.00 |
| 11°  | Santa Rosa de Lima      | 12 | 8  | 1  | 3  | 55 | 13 | +42  | 25  | 69.44 |
| 12°  | Ocós                    | 12 | 8  | 1  | 3  | 26 | 14 | +12  | 25  | 69.44 |
| 13°  | Ojeteco                 | 14 | 8  | 4  | 2  | 42 | 18 | +24  | 28  | 66.67 |
| 14°  | Juventud Comiteca       | 14 | 9  | 1  | 4  | 40 | 17 | +23  | 28  | 66.67 |
| 15°  | Cafetaleros El Tumbador | 12 | 7  | 3  | 2  | 16 | 10 | +6   | 24  | 66.67 |
| 16°  | Municipal B             | 14 | 8  | 3  | 3  | 31 | 15 | +16  | 27  | 64.29 |

### Región 2 - Oriente
| Pos. | Equipos              | PJ | PG | PE | PP | GF | GC | Dif. | PTS | %     |
| ---- | -------------------- | -- | -- | -- | -- | -- | -- | ---- | --- | ----- |
| 1º   | Tigrillos Poptún     | 10 | 9  | 0  | 1  | 50 | 7  | +43  | 27  | 90.00 |
| 2°   | Nueva Santa Rosa     | 14 | 11 | 3  | 0  | 39 | 10 | +29  | 36  | 85.71 |
| 3°   | Atlético Ariga       | 14 | 10 | 3  | 1  | 38 | 10 | +28  | 33  | 78.57 |
| 4°   | Buenos Aires         | 14 | 10 | 3  | 1  | 40 | 14 | +26  | 33  | 78.57 |
| 5°   | Halcones La Libertad | 10 | 7  | 2  | 1  | 39 | 11 | +28  | 23  | 76.67 |
| 6°   | Jalpatagua           | 14 | 9  | 4  | 1  | 44 | 12 | +32  | 31  | 73.81 |
| 7°   | La Unión             | 14 | 9  | 4  | 1  | 27 | 6  | +21  | 31  | 73.81 |
| 8°   | San José FC V        | 14 | 10 | 0  | 4  | 40 | 19 | +21  | 30  | 71.43 |
| 9°   | Unión Izabalense     | 14 | 9  | 3  | 2  | 37 | 16 | +21  | 30  | 71.43 |
| 10°  | San Raymundo         | 14 | 9  | 3  | 2  | 31 | 11 | +20  | 30  | 71.43 |
| 11°  | San Lucas (S)        | 14 | 8  | 5  | 1  | 19 | 10 | +9   | 29  | 69.05 |
| 12°  | Cahabón              | 8  | 5  | 1  | 2  | 27 | 9  | +18  | 16  | 66.67 |
| 13°  | San Rafael           | 14 | 9  | 1  | 4  | 22 | 15 | +7   | 28  | 66.67 |
| 14°  | Quiriguá             | 14 | 8  | 3  | 3  | 32 | 23 | +9   | 27  | 64.29 |
| 15°  | Panzós               | 8  | 4  | 3  | 1  | 20 | 16 | +4   | 15  | 62.50 |
| 16°  | Ixhuatán             | 14 | 8  | 2  | 4  | 35 | 17 | +18  | 26  | 61.90 |

## Fase final

### Dieciseisavos de final[3][4]
| Fechas             | Local en la ida         | Global        | Local en la vuelta    | Ida      | Vuelta   |
| Región 1           | Región 1                | Región 1      | Región 1              | Región 1 | Región 1 |
| ------------------ | ----------------------- | ------------- | --------------------- | -------- | -------- |
| 5 y 9 de noviembre | Municipal B             | 4 - 5         | Panajachelense        | 4 - 1    | 0 - 4    |
| 6 y 9 de noviembre | Cafetaleros El Tumbador | 1 - 7         | El Mazateco AF        | 1 - 0    | 0 - 7    |
| 6 y 9 de noviembre | Juventud Comiteca       | 5 - 3         | Jacalteco             | 4 - 3    | 1 - 0    |
| 6 y 9 de noviembre | Ojeteco                 | 3 - 3 (v)     | Cerinal               | 3 - 1    | 0 - 2    |
| 6 y 9 de noviembre | Ocós                    | 4 - 4 (v)     | San Juan Bautista     | 3 - 2    | 1 - 2    |
| 6 y 9 de noviembre | Santa Rosa de Lima      | 1 - 2         | Real Siquinalá        | 1 - 0    | 0 - 2    |
| 6 y 9 de noviembre | Comitán                 | 2 - 2 (2:4 p) | Villa Nueva           | 1 - 1    | 1 - 1    |
| 6 y 9 de noviembre | Boca del Monte          | 2 - 2 (v)     | Juventud Tiquisatense | 2 - 1    | 0 - 1    |
| Región 2           |                         |               |                       |          |          |
| 5 y 9 de noviembre | Ixhuatán                | 6 - 3         | Tigrillos Poptún      | 3 - 1    | 3 - 2    |
| 6 y 9 de noviembre | Panzós                  | 0 - 4         | Nueva Santa Rosa      | 0 - 0    | 0 - 4    |
| 6 y 9 de noviembre | Quiriguá                | 3 - 4         | Atlético Ariga        | 2 - 1    | 1 - 3    |
| 6 y 9 de noviembre | San Rafael              | 4 - 8         | Buenos Aires          | 4 - 4    | 0 - 4    |
| 6 y 9 de noviembre | Cahabón                 | 1 - 2         | Halcones La Libertad  | 0 - 0    | 1 - 2    |
| 6 y 9 de noviembre | San Lucas Sacatepéquez  | 3 - 7         | Jalpatagua            | 1 - 4    | 2 - 3    |
| 6 y 9 de noviembre | San Raymundo            | 2 - 0         | La Unión              | 1 - 0    | 1 - 0    |
| 6 y 9 de noviembre | Unión Izabalense        | 2 - 3         | San José FC V         | 1 - 0    | 1 - 3    |

### Octavos de final[5][6]
| Fechas               | Local en la ida       | Global   | Local en la vuelta   | Ida      | Vuelta   |
| Región 1             | Región 1              | Región 1 | Región 1             | Región 1 | Región 1 |
| -------------------- | --------------------- | -------- | -------------------- | -------- | -------- |
| 13 y 16 de noviembre | Juventud Comiteca     | 4 - 3    | Panajachelense       | 4 - 1    | 0 - 2    |
| 13 y 16 de noviembre | Juventud Tiquisatense | 1 - 2    | El Mazateco AF       | 1 - 0    | 0 - 2    |
| 13 y 16 de noviembre | Villa Nueva           | 4 - 2    | Cerinal              | 3 - 0    | 1 - 2    |
| 13 y 16 de noviembre | Real Siquinalá        | 3 - 2    | San Juan Bautista    | 1 - 0    | 2 - 2    |
| Región 2             |                       |          |                      |          |          |
| 12 y 16 de noviembre | Ixhuatán              | 0 - 2    | Nueva Santa Rosa     | 0 - 1    | 0 - 1    |
| 13 y 16 de noviembre | San Raymundo          | 1 - 2    | Atlético Ariga       | 1 - 0    | 0 - 2    |
| 12 y 16 de noviembre | San José FC V         | 4 - 3    | Buenos Aires         | 4 - 0    | 0 - 3    |
| 12 y 16 de noviembre | Jalpatagua            | 4 - 1    | Halcones La Libertad | 2 - 1    | 2 - 0    |

### Cuartos de final[7][8]
| Fechas               | Local en la ida   | Global | Local en la vuelta | Ida   | Vuelta |
| -------------------- | ----------------- | ------ | ------------------ | ----- | ------ |
| 20 y 27 de noviembre | Juventud Comiteca | 1 - 6  | Nueva Santa Rosa   | 0 - 2 | 1 - 4  |
| 19 y 27 de noviembre | San José FC V     | 1 - 2  | El Mazateco AF     | 1 - 0 | 0 - 2  |
| 20 y 27 de noviembre | Villa Nueva       | 5 - 3  | Atlético Ariga     | 5 - 0 | 0 - 3  |
| 20 y 26 de noviembre | Real Siquinalá    | 4 - 1  | Jalpatagua         | 2 - 1 | 2 - 0  |

### Semifinales[9][10][11]
| Fechas              | Local en la ida | Global | Local en la vuelta | Ida   | Vuelta |
| ------------------- | --------------- | ------ | ------------------ | ----- | ------ |
| 4 y 11 de diciembre | Villa Nueva     | 1 - 3  | Nueva Santa Rosa   | 1 - 2 | 0 - 1  |
| 4 y 11 de diciembre | Real Siquinalá  | 2 - 3  | El Mazateco AF     | 2 - 1 | 0 - 2  |

### Final[12]
| Fechas               | Local en la ida | 3-4   | Local en la vuelta | Ida   | Vuelta |
| -------------------- | --------------- | ----- | ------------------ | ----- | ------ |
| 14 y 18 de diciembre | El Mazateco AF  | 6 - 4 | Nueva Santa Rosa   | 3 - 1 | 3 - 3  |

### Campeón
|             |
| El Mazateco |

### Clasificados a series de ascenso
|                           |                           |                           |                           |
| Nueva Santa Rosa          | El Mazateco               | Villa Nueva               | Real Siquinalá            |
| Clasificado el 27/11/2022 | Clasificado el 27/11/2022 | Clasificado el 27/11/2022 | Clasificado el 26/11/2023 |